# Hiddensee-smykket
Hiddensee-smykket er et guldfund fra vikingetiden. 

## Fund og fremstilling
Hiddensee-smykkets dele blev fundet mellem 1872 og 1874 nedgravet nær en gravhøj på øen Hiddensee vest for Rügen. Nedgravningsstedet blev først fritlagt af stormfloden i november 1872. Smykket formodes at være  fremstillet i Hedeby omkring 970. Støbepatricerne som givetvis blev anvendt ved fremstillingen er fundet i havnen ved Hedeby. Smykket består af 16 dele og vejer 600 gram.
Hiddensee-smykket regnes for at være Tysklands "Guldhorn". Smykket formodes at have tilhørt den danske konge Harald Blåtand.

## Tyveri af kopi i 2017
I 2017 var en kopi af smykket udstillet til Danmarks Borgcenter i Vordingborg. Kopien var udlånt af Stralsund Museum og presseformene fra det originale smykke udlånt af Vikingemuseum Hedeby. I august blev det stjålet fra museet af to mænd, der flygtede i en bil sydpå. De blev fanget kort efter, da de ville ad Storstrømsbroen, da en langsomt kørende mejetærsker blokerede hele broen. I oktober blev de stjålne genstande udstillet igen. Tyvene modtog en dom på to års fængsel i januar 2018.